# Ahtîrka
Ahtîrka sau Ahtâr, Ahtîr, transliterat ca Ohtîrka din toponimul ucrainean Охтирка,  este oraș regional în regiunea Sumî, Ucraina. Deși subordonat direct regiunii, orașul este și reședința raionului Ohtîrka. În afara localității principale, mai cuprinde și satele Kozeatîn, Prîstan, Velîke Ozero și Zalujanî.
În secolul al XIX-lea, satul făcea parte din volostul Ohtîrka, uezdul Ohtîrka.

## Demografie
Componența lingvistică a orașului Ohtîrka
     Ucraineană (87,09%)
     Rusă (9,97%)
     Alte limbi (0,14%)
Conform recensământului din 2001, majoritatea populației orașului Ohtîrka era vorbitoare de ucraineană (87,09%), existând în minoritate și vorbitori de rusă (9,97%).